# カルトゥーム (駆逐艦)
カルトゥーム (HMS Khartoum, F45) は、1939年進水のイギリス海軍の駆逐艦。K級。艦名はイギリス・エジプト領スーダンの首都ハルツーム（Khartoum）に由来。

## 艦歴
1937年10月27日起工。1939年2月6日進水。同年11月6日就役。
1940年5月、「カルトゥーム」は駆逐艦「カンダハー」、「キングストン」、「キンバリー」と共に紅海に配備されることになり、5月24日にアレクサンドリアを離れて5月28日にアデンに着いた。6月21日、「カルトゥーム」、「キングストン」とスループ「ショアハム」はイタリア潜水艦「エヴァンジェリスタ・トリチェリ」を損傷させた。「エヴァンジェリスタ・トリチェリ」は6月23日にペリム島沖で再発見され、「カルトゥーム」、「キングストン」、「カンダハー」と交戦後沈没した。
「エヴァンジェリスタ・トリチェリ」との戦闘を終え哨戒任務に戻るため航行中、突然「カルトゥーム」の搭載魚雷が爆発し、火災も発生した。「カルトゥーム」はペリム島へと向かい、港に入って乗員が脱出した後弾薬庫に引火し爆沈した。